# Zsámbok
Zsámbok is een plaats (község) en gemeente in het Hongaarse comitaat Pest. Zsámbok telt 2430 inwoners (2001).